# Ribeira da Barca
Ribeira da Barca es una villa caboverdiana del municipio de Santa Catarina.

## Geografía
La villa está situada en la isla de Santiago.

## Organización territorial
La villa abarca los lugares y barrios de:
- Covão de Fome
- Farrol
- Lém de Estrada
- Lém Rocha
- Monte Sossego
- Piquinho
- Porto 1
- Porto 2